# The Rum Diary (filme)
The Rum Diary (br: Diário de um Jornalista Bêbado) é um filme americano de 2011, baseado no romance homônimo de Hunter S. Thompson. O filme é dirigido por Bruce Robinson e conta com Johnny Depp e Amber Heard no elenco. 
Suas filmagens começaram em Porto Rico, em março de 2009, e sua data de lançamento foi 28 de outubro de 2011 nos Estados Unidos, 22 de dezembro em Portugal e 20 de abril de 2012 no Brasil.

## Sinopse
Paul Kemp (Johnny Depp) é um jornalista itinerante, que cansa de Nova Iorque e da América, sob a administração de Dwight D. Eisenhower e viaja para Porto Rico para escrever para o San Juan Star. Kemp começa o hábito de beber cachaça e fica obcecado com a mulher Chenault (Amber Heard), que está noiva de um colega jornalista.

## Elenco
- Johnny Depp como Paul Kemp
- Aaron Eckhart como Hal Sanderson
- Michael Rispoli como Bob Sala
- Amber Heard como Chenault

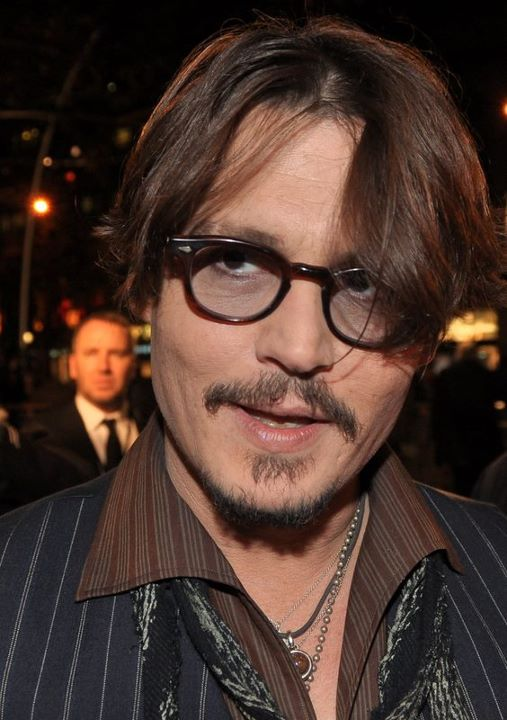
Johnny Depp em novembro de 2011 na premiere do filme em Paris

- Richard Jenkins como Edward J. Lotterman
- Giovanni Ribisi como Moberg
- Amaury Nolasco como Segurra
- Marshall Bell como Donovan
- Bill Smitrovich como Zimburger
- Julian Holloway como Wolsey
- Karen Austin como Mrs. Zimburger
- Jason Smith como Davey
- Bruno Irizarry como Lazar
- Karimah Westbrook como Papa Nebo

## Recepção
The Rum Diary recebeu avaliações mistas dos críticos. O site de análises agregagas Rotten Tomatoes reportou que 50% das 160 críticas deram uma avaliação positiva para o filme, com uma avaliação de 5.6 de 10. O consenso do website é de que o filme "é colorido e amável o suficiente, e o coração de Depp estava claramente no lugar certo, mas 'The Rum Diary' não conseguiu adicionar foco suficiente para seu material de origem."